# موریس پال (بازیکن فوتبال)
موریس پال (انگلیسی: Maurice Paul؛ زادهٔ ۳ فوریهٔ ۱۹۹۲) بازیکن فوتبال اهل آلمان است.
از باشگاه‌هایی که در آن بازی کرده‌است می‌توان به باشگاه فوتبال کیکرز اوفنباخ اشاره کرد.